# I panser og pladde 2
I panser og pladde 2 er en dansk dokumentarfilm fra 1977 instrueret af Claus Bering.

## Handling
Denne artikel mangler et handlingsreferat. Hjælp os med at skrive det.